# Urgell (comarca)
Urgell is een comarca van de Spaanse autonome regio Catalonië. Het is onderdeel van de provincie Lleida. In 2005 telde Urgell 34.117 inwoners op een oppervlakte van 579,73 km². De hoofdstad van de comarca is Tàrrega.

## Urgell
De comarca Urgell maakt deel uit van het historische kanton Urgell, dat door Ferdinand II van Aragón in 1413 werd ingelijfd bij het toenmalige Aragon. Dit kanton, met als oorspronkelijke hoofdstad La Seu d'Urgell en later Balaguer, omvatte de huidige comarques Alt Urgell, Noguera, Solsonès, Pla d'Urgell, Urgell en het nu onafhankelijke land Andorra.

## Gemeenten
| Gemeente   | Inwoners | Gemeente              | Inwoners | Gemeente               | Inwoners |
| ---------- | -------- | --------------------- | -------- | ---------------------- | -------- |
| Agramunt   | 5355     | Anglesola             | 1290     | Belianes               | 615      |
| Bellpuig   | 4376     | Castellserà           | 1128     | Ciutadilla             | 235      |
| La Fuliola | 1204     | Guimerà               | 360      | Maldà                  | 293      |
| Nalec      | 90       | Els Omells de na Gaia | 161      | Ossó de Sió            | 225      |
| Preixana   | 427      | Puigverd d'Agramunt   | 260      | Sant Martí de Riucorb  | 704      |
| Tornabous  | 793      | Tàrrega               | 14.810   | Vallbona de les Monges | 256      |
| Verdú      | 1072     | Vilagrassa            | 463      |                        |          |